# Bilua
Bilua (též Mbilua nebo Vella Lavella) je nejrozšířenější papuánský jazyk Šalomounových ostrovů. Řadí se do jazykové rodiny středních šalomounských jazyků, spolu s dalšími třemi jazyky Šalmounových ostrovů. Podle Ethnologue má okolo 8700 mluvčích.
Jazyk se používá na ostrovech Vella Lavella a Ghizo.

## Ukázka
Číslovky v jazyce bilua:
| Číslovka | Číslovka v jazyce bilua |
| -------- | ----------------------- |
| 1        | ɔmaⁿdeu                 |
| 2        | ɔmuᵑɡa                  |
| 3        | zouke                   |
| 4        | ariku                   |
| 5        | sike                    |
| 6        | varimuⁿɟa               |
| 7        | sikeura                 |
| 8        | siotolu                 |
| 9        | siakava                 |
| 10       | toni                    |
| 11       | toni ɔmaⁿdeu            |
| 12       | toni ɔmuᵑɡa             |
| 13       | toni zouke              |
| 14       | toni ariku              |
| 15       | toni sike               |
| 16       | toni varimuⁿɟa          |
| 17       | toni sikeura            |
| 18       | toni siotolu            |
| 19       | toni siakava            |
| 20       | karabete                |
| 21       | karabete ɔmaⁿdeu        |
| 30       | zouke toni              |
| 40       | ariku toni              |
| 50       | sike toni               |
| 60       | varimuⁿɟa toni          |
| 70       | sikeura toni            |
| 80       | siotolu toni            |
| 90       | siakava toni            |
| 100      | ɔmaⁿdeu paizana         |
| 200      | ɔmuᵑɡa paizana          |
| 1000     | ɔmaⁿdeu vurɔ            |
| 2000     | ɔmuᵑɡa vurɔ             |